# Gray Rock
Der Gray Rock ist eine isolierte Felsformation im ostantarktischen Viktorialand. Der Felsen ragt 6 km ostnordöstlich des Rhodes Head an der Südostseite der Eisenhower Range auf.
Der United States Geological Survey kartierte ihn anhand eigener Vermessungen und Luftaufnahmen der United States Navy aus den Jahren von 1955 bis 1963. Das Advisory Committee on Antarctic Names benannte ihn 1968 nach Alvin M. Gray, Funkwellenforscher auf der McMurdo-Station von 1965 bis 1966.